# Jacob Geel

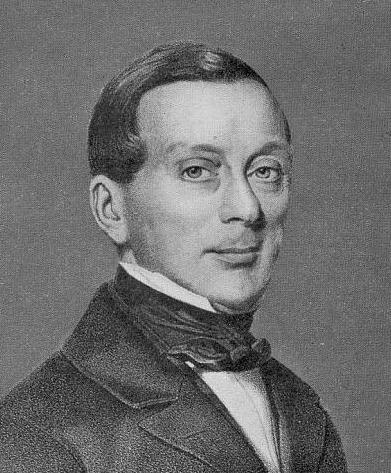
Jacob Geel (Stich aus Imagines Philologorum)

Jacob Geel, auch: Jacobus Geelius, (* 12. November 1789 in Amsterdam; † 11. November 1862 in Den Haag) war ein niederländischer klassischer Philologe, Literat und Bibliothekar.
Als Philologe gab Geel Editionen antiker Autoren wie Theokritos (1820), Polybios (1829), Dion Chrysostomos (1840) und Euripides (1846) heraus. Von 1833 bis 1858 war Geel Bibliothekar an der Universitätsbibliothek Leiden. In dieser Funktion erstellte er zwei maßgebliche Kataloge der Bibliothek.
1825 wurde Jacob Geel in die Königlich Niederländische Akademie der Wissenschaften aufgenommen.

## Werke
- Jacob Geel (ed.): Theocriti Carmina cum veteribus scholiis ad fidem optimarum editionum recensita. Annotationem criticam in scholia adiecit J. Geel, Amstelodami 1820
- Jacob Geel: Onderzoek en phantasie, Leiden 1838
- Jacob Geel (ed.): Dionis Chrysostomi Olympikos, ē peri tēs prōtēs tu theu ennoias, recensuit et explicuit, commentarium de reliquis Dionis orationibus adjecit Jacobus Geelius, Lugduni Batavorum 1840
- Jacob Geel (ed.):  Euripidis Phoenissae. Cum commentario edidit Jacobus Geelius, Lugduni Batavorum 1846
- Jacob Geel (ed.): Catalogus librorum bibliothecae publicae Universitatis Lugduno Batavae annis 1814–1847 illatorum, Lugduni Batavorum 1848
- Jacob Geel (ed.): Catalogus librorum manuscriptorum qui inde ab anno 1741 bibliothecae Lugduno Batavae accesserunt, Lugduni Batavorum 1852